# Myš, která řvala
Myš, která řvala (The Mouse That Roared) je britská filmová komedie z roku 1959, v trojroli s Peterem Sellersem.

## Děj filmu
V nejmenším státě světa, v alpském velkovévodství Grand Fenwick, vládne velkovévodkyně Gloriana XII (Peter Sellers) spolu s ministerským předsedou Rupertem Mountjoyem (Peter Sellers). Grand Fenwick je ekonomicky závislý na exportu místně pěstovaného vína. Když se však možnost exportu vína do Spojených států radikálně sníží, poté co se v Kalifornii začne vyrábět jeho imitace, rozhodne se vláda velkovévodství vyhlásit USA válku v naději, že válka rychle skončí vítězstvím USA a ti se jako vítězové o poražené velkovévodství ekonomicky postarají. Do USA se vypraví dvacetičlenný sbor lučištníků pod velením dědičného maršála Tullyho Bascomba (Peter Sellers). V době připlutí do New Yorku je město liduprázdné, protože je nacvičován protiatomový poplach. Newyorská hlídka omylem považuje sbor lučištníků za mimozemšťany. Sboru lučištníků se podařilo zajmout amerického generála a několik policistů a dále zajmout vědce, který právě dokončil vývoj miniaturní bomby, která může zničit svět. Výsadek se se zajatci vrátil do Grand Fenwicku, s tím, že válku s USA vyhráli.

## Obsazení
| Herec            | Role |
| ---------------- | --- |
| Peter Sellers    | velkovévodkyně Gloriana XII, ministerský předseda hrabě Rupert Mountjoy, polní maršál a vrchní nadlesní Tully Bascombe |
| Jean Seberg      | Helen Kokintz |
| David Kossoff    | Dr. Alfred Kokintz |
| William Hartnell | Will Buckley |
| MacDonald Parke  | generál Snippet |